# Ли Фабинь
Ли Фабинь (род. 15 января 1993 года) — китайский тяжелоатлет, двукратный Олимпийский чемпион 2020 и 2024 годов, трёхкратный чемпион мира 2019, 2022 и 2023 годов, призёр чемпионата мира 2018 года, чемпион Азии 2012 и 2019 годов.

## Карьера
Он занялся тяжелой атлетикой в 2003 году в Наньань, Китайской Народной Республике. Учитель физкультуры Ван Дэсин ему предложил попробовать себя в тяжелой атлетике.
На чемпионате Азии 2012 года спортсмен из Китая завоевал золотую медаль в весовой категории до 56 кг, взяв вес 279 кг.
В 2014 году он принял участие на чемпионате планеты, но занял лишь 4-е итоговое место.
На чемпионате Азии 2016 года в Ташкенте спортсмен из Китая завоевал бронзовую медаль с общим итоговым весом 273 кг.
В 2017 году на чемпионате Азии в Ашхабаде он занял второе итоговое место с общим весом на штанге 272 кг.
В начале ноября 2018 года на чемпионате мира в Ашхабаде, китайский спортсмен, в весовой категории до 61 кг, завоевал абсолютную серебряную медаль, взяв общий вес 310 кг. В упражнении рывок он также был второй, взяв штангу весом 142 кг, а в толчке — показал четвёртое место.
В сентябре 2019 года на чемпионате мира в Паттайе, китайский спортсмен, в весовой категории до 61 кг, завоевал чемпионский титул в сумме двоеборье с результатом 318 кг — это новый мировой рекорд. В упражнение рывок он завоевал малую золотую медаль с мировым рекордом (145 кг), в толкании штанги также был первым (173 кг).
В 2021 году на Олимпиаде в Токио Ли Фабинь завоевал 1-е место — 313 кг (141 кг + 172 кг).
На чемпионате мира 2022 года в Боготе, в Колумбии в категории до 61 кг завоевал золотую медаль по сумме двух упражнений с результатом 312 кг, также в его копилке малые золотые медали в отдельных упражнениях и мировой рекорд в упражнении «толчок» (175 кг).
В Саудовской Аравии, где состоялся Чемпионат мира по тяжёлой атлетике 2023 года, китайский спортсмен в категории до 61 кг завоевал титул чемпиона мира с результатом 308 кг по сумме двух упражнений. Малая золотая медаль в рывке и малая серебряная в толчке достались ему.
На летних Олимпийских играх в Париже в 2024 году, в категории до 61 кг, Ли Фабинь завоевал золотую медаль с результатом по сумме двух упражнений — 310 кг. В рывке установил новый олимпийский рекорд — 143 кг.